# Badbruck
Badbruck (auch Bad Bruck, früher auch Baadbrücken, Bad Brück, Badbrücke und Badbrucken) ist ein Dorf in der Gemeinde Bad Gastein im österreichischen Bundesland Salzburg.

## Geografie
Badbruck gehört zur Ortschaft Bad Gastein und zu den Katastralgemeinden Badgastein und Remsach. Durch Badbruck fließt der Kötschachbach, der am nordwestlichen Ortsrand in die Gasteiner Ache mündet. Der Feldrain beim Vogelhaus in Badbruck ist seit 1978 als Naturdenkmal ausgewiesen. Es handelt sich um einen als Hochwasserschutz errichteten 450 m² großen Geröllwall mit einer Humusschicht, auf der eine Vielzahl an Pflanzenarten gedeiht. Bei einer Erhebung der Vogelarten des Gasteinertals in den 1980er Jahren wurden bei Badbruck der Baumfalke (Falco subbuteo) und der Flussuferläufer (Actitis hypoleucos) als Durchzügler sowie der Alpensegler (Apus melba) als wahrscheinlicher Brutvogel beobachtet.

## Geschichte
Der Ort wurde 1417 als Badbrucken erstmals urkundlich erwähnt. Der Name bezieht sich wohl auf eine „Brücke, die zum Bad hinauf führt“.
Bereits im 15. und 16. Jahrhundert gab es bei Badbruck wie in mehreren anderen Orten im Gasteinertal erzverarbeitende Betriebe. Bad Gastein und Bad Hofgastein waren lange Zeit nur über eine Straße, den alten Weg, verbunden. Diese führte durch Heißing, Gadaunern und Badbruck. Zu Zwecken des Erzabbaus wurde im Jahr 1554 die Fürstenstraße eröffnet, die durch Felding und Dietersdorf verlief und bereits zwischen diesen beiden Siedlungen die Gasteiner Ache querte. Dies geschah trotz der Proteste von Tavernenwirten aus Badbruck und Gadaunern, die um ihre Laufkundschaft fürchteten.
Fürsterzbischof Sigismund III. Christoph von Schrattenbach ließ 1755 in Badbruck ein hölzernes Badehaus für zwölf Besucher errichten. Dieses war bereits um 1722 wieder verfallen. Weite Teile des Herzogtums Salzburg wurden von 27. bis 29. Mai 1821 von einer Naturkatastrophe heimgesucht, die durch Schneeschmelze und Dauerregen verursacht worden war. Davon wurde auch die Gegend von Badbruck stark in Mitleidenschaft gezogen. Es wurden unter anderem Felder überflutet.
Im von 1823 bis 1830 erstellten Franziszeischen Kataster befindet sich das eigentliche Dorf Badbrücke noch ausschließlich am rechten Ufer des Kötschachbachs, mit den Einzelhöfen Baumgartnerhäusl, Eichinger, Grätzerhäusl, Pfundnerhäusl, Schockhäusl und Siegelreith am linken Bachufer.
Eine weitere Hochwasserkatastrophe richtete am 8. Dezember 1865 schwere Schäden an. Ein Unwetter im August 1933 verwüstete Badbruck erneut. Dabei kam im Ort ein altes Ehepaar, das sich nicht retten konnte, ums Leben.

## Kultur und Sehenswürdigkeiten

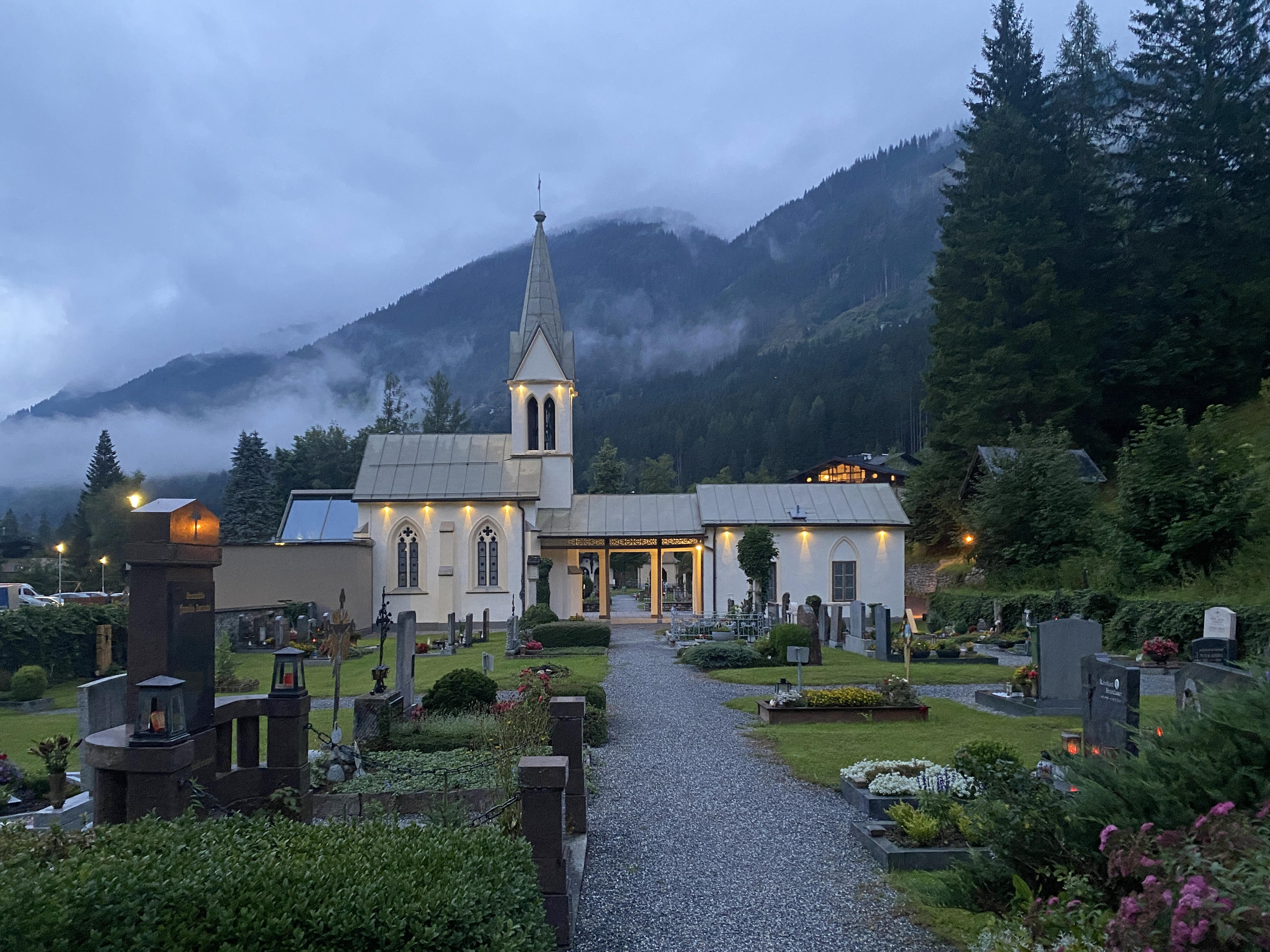
Friedhof und Friedhofskirche in Badbruck

In Badbruck befindet sich der Friedhof Bad Gastein. Die neugotische Friedhofskirche weist einen rechteckigen Grundriss und einen der nördlichen Fassade vorgesetzten Turm auf. Sie steht unter Denkmalschutz.
Der Bad Brucker Pass ist eine der zahlreichen Krampus-Gruppen („Passen“) des Gasteinertals. Ihn gab es bereits in den 1960er Jahren, später wurde er neu gegründet. Weitere in Badbruck aktive Krampusgruppen sind (mit Gründungsjahr in Klammern): der Scheibling-Pass (1986), der Miesbichl-Pass (2006), der Kühkar-Pass (2007), der Schochn-Pass (2007), der Moa-Pass (2009), der Stubnerkogel-Pass (2010), der Kötschacha-Pass (2011), der Klommreit-Pass (2013) und der Teifi’s-Foi-Pass (2013).

## Infrastruktur

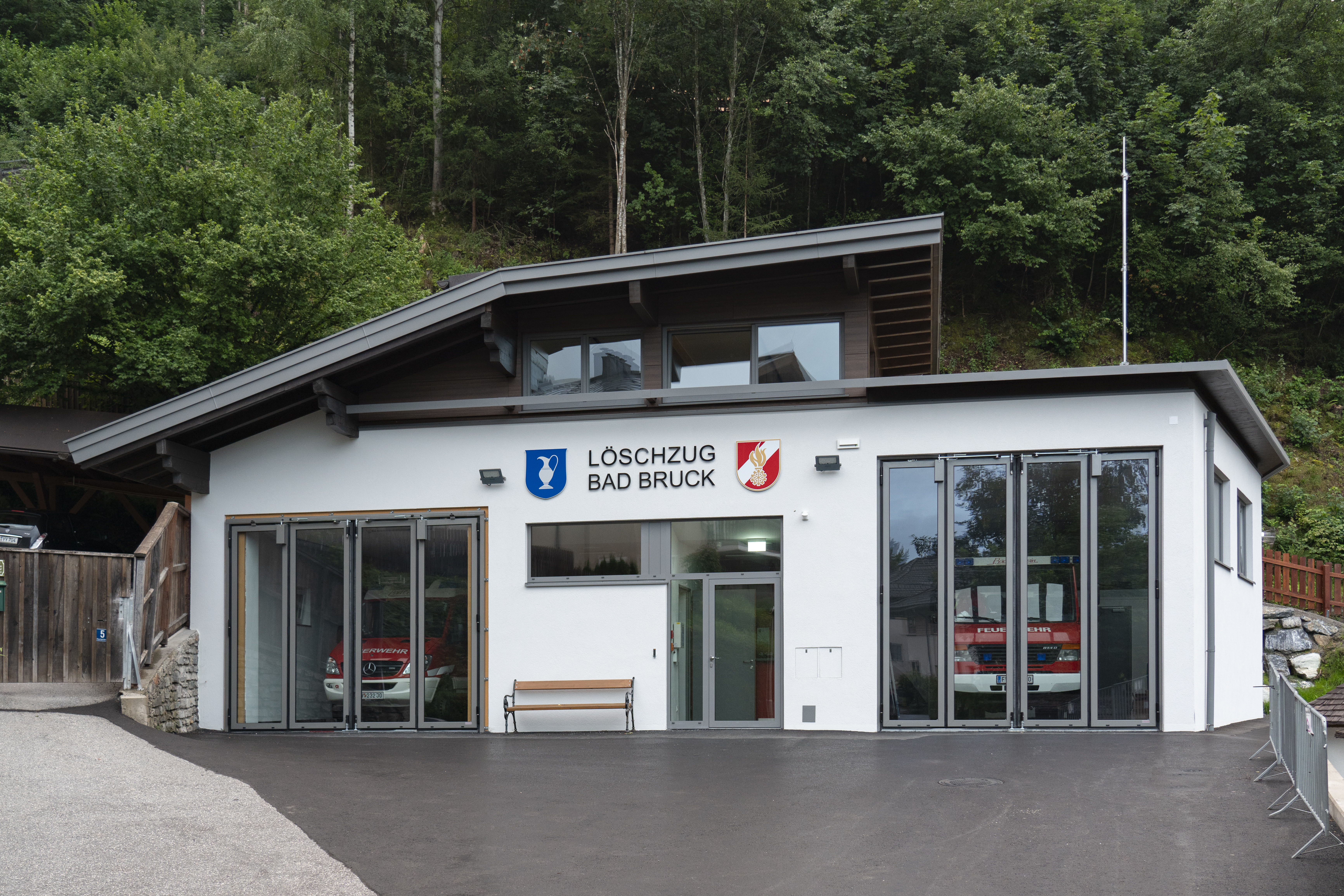
Feuerwehrhaus Badbruck

Das Dorf ist über die Bushaltestelle Bad Gastein Badbruck an den öffentlichen Verkehr angeschlossen. Die Fernradwege Ciclovia Alpe Adria und EuroVelo 7 sowie die mittelschwere Mountainbikestrecke Erzherzog-Johann-Runde führen durch die Siedlung. An der Kleinhofstraße befinden sich der Gemeindekindergarten Bad Gastein-Badbruck und ein öffentlicher Spielplatz. Das Feuerwehrhaus Badbruck gehört zur Freiwilligen Feuerwehr Bad Gastein. Die Asphaltstockanlage Badbruck wird vom ESV Badbruck betrieben.

## Persönlichkeiten
- Maria Zittrauer (1913–1997), Schriftstellerin